# El mudo
El mudo è un film del 2013 diretto da Daniel Vega Vidal e Diego Vega Vidal.